# Фёдоров, Александр Григорьевич (советский политик)
Александр Григорьевич Фёдоров (28 марта 1909, дер. Городище, Вологодская губерния — 14 ноября 1986, Москва) — советский государственный деятель, председатель исполнительного комитета Архангельского облсовета (1942—1946), первый секретарь Новгородского обкома ВКП(б)/КПСС в (1951—1953).

## Биография
В 1928 году окончил 7 классов Школы крестьянской молодежи Череповецкого района.
С 1929 года — член ВКП(б); в 1929—1930 годах — заведующий отделом культуры и пропаганды районного комитета ВЛКСМ в Ленинградской области, позже — ответственный секретарь и заведующий организационным отделом райкома комсомола. В 1934—1936 годах — слушатель курсов марксизма-ленинизма в Детском Селе Ленинградской области, затем курсов при Ленинградской лесотехнической академии, работал в лесном хозяйстве Вологодской области.
В 1939—1940 годах — управляющий трестом лесного хозяйства в Архангельской области, с 1940 года — заведующий отделом областного комитета ВКП(б) в Архангельске, в 1940—1941 годах — второй секретарь городского комитета, а в 1941—1942 — областного комитета ВКП(б).
С 6 октября 1942 года по 19 ноября 1946 года — председатель исполкома Архангельского облсовета. В 1946 году поступил в Высшую партийную школу при ЦК ВКП(б), которую окончил с отличием в 1949 году. В 1949—1951 — начальник Управления проверки советских органов Совета Министров РСФСР, в 1951 году — инспектор ЦК ВКП(б). Депутат Верховного Совета СССР 2-го созыва.
С декабря 1951 по декабрь 1953 год — первый секретарь Новгородского областного комитета ВКП(б)/КПСС. Делегат XIX съезда КПСС. С 14 октября 1952 года по 2 марта 1954 — кандидат в члены ЦК КПСС, в 1954—1957 гг. — заместитель председателя исполкома облсовета в Арзамасской области.
В 1957—1959 годах — начальник 7-го отдела Главного Управления Архивов СССР.
С марта 1960 года по сентябрь 1961 года — директор Центрального государственного архива Октябрьской Революции.
В сентябре 1961 года возглавил Государственный архив народного хозяйства СССР, став его первым директором.
С апреля 1977 года на пенсии.
Умер 14 ноября 1986 года. Прах захоронен в колумбарии на Ваганьковском кладбище Москвы.

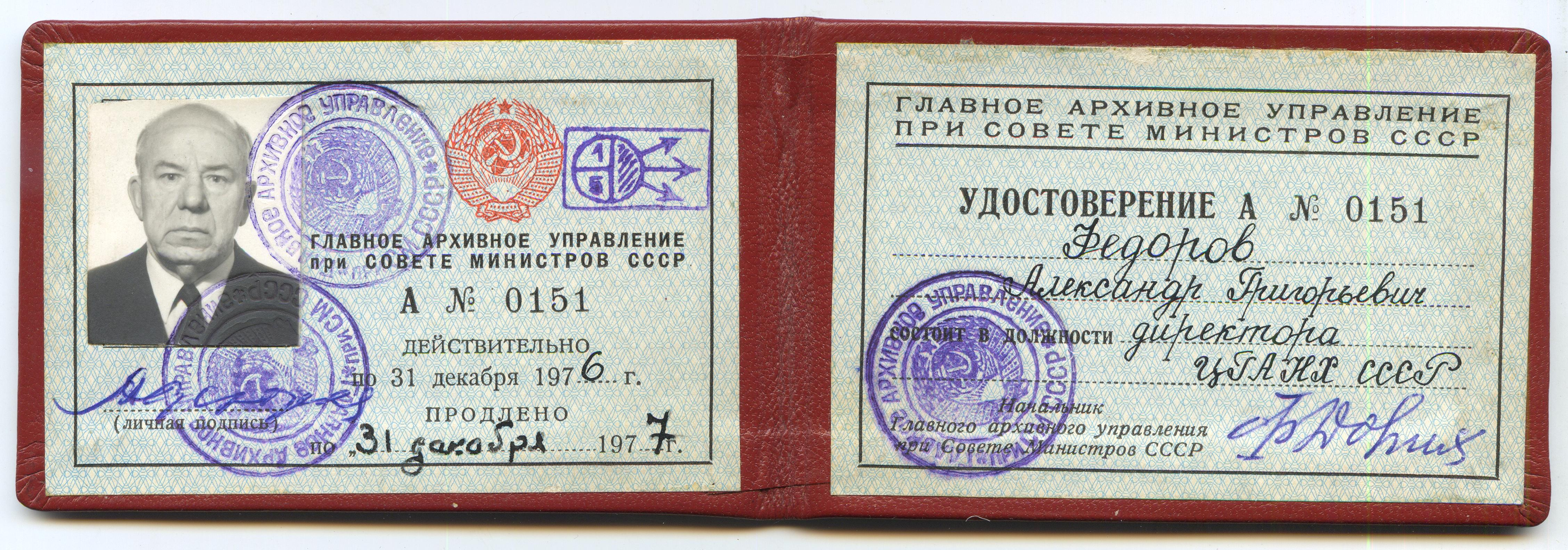
Удостоверение директора ЦГАНХ СССР

### Личная жизнь
Жена: Федорова, Ольга Александровна (1909 г. р.)
Дочери: Инесса (1931 г. р.) и Тамара (1935 г. р.)

## Награды
- Знак Почета № 21812
- Орден Трудового Красного Знамени № 25335
- Орден Отечественной войны II ст. № 345120
- Медаль «За оборону Советского Заполярья», указ от 5 декабря 1944 г.
- Медаль «За доблестный труд», указ от 9 июня 1945 г.